# ۳ پسر
«۳ پسر» (انگلیسی: 3 Boys) ترانه‌ای از عمر آپولو، خواننده و ترانه‌سرای اهل ایالات متحده آمریکا است که در ۱۶ فوریهٔ ۲۰۲۳ تحت برچسب وارنر رکوردز منتشر شد. متن این ترانه در قالب غزل ماجرای شخصیتی را روایت می‌کند که پیشنهاد شریک زندگی خود را برای یک عشق سه‌نفره پذیرفته‌است و در نهایت در می‌یابد که این عشق نتیجه‌ای نخواهد داشت و چندمهری را به‌عنوان رنجش‌هایی توصیف می‌کند که در انتظار وقوع هستند.

## پیش‌زمینه
«۳ پسر» نخستین ترانهٔ آپولو در سال ۲۰۲۳ و پس از انتشار اولین آلبوم استودیویی او با نام پیلسته در سال پیش از آن بود. یک هفته پیش از انتشار این ترانه، آپولو قطعه‌ای از این ترانه را به‌همراه کاور و عنوان آن در صفحه‌های خود در شبکه‌های اجتماعی منتشر کرد. او توضیح می‌دهد که «وقتی در ابتدا شروع به نوشتن ترانه کردم، اغلب دربارهٔ عشق‌های نافرجام می‌نوشتم. «۳ پسر» نخستین ترانه‌ام بود که در آن در مورد چیزی غیر از تک‌همسری می‌نوشتم. من این ترانه را در یک روز بارانی در لندن نوشتم… به‌همراه یکی از دوستانم، دیلن ویگینز. دوستم مصطفی هم بعد از اینکه ترانه را برایش پخش کردم، در نوشتن چند خط دیگر به من کمک کرد».

## جدول‌های موسیقی
| جدول (۲۰۲۳)                                         | بالاترین جایگاه |
| --------------------------------------------------- | --------------- |
| تک‌آهنگ‌های داغ نیوزیلند (آرام‌ان‌زد)                   | ۳۶              |
| ترانه‌های داغ راک و آلترناتیو ایالات متحده (بیلبورد) | ۲۷              |